# Tanyptera (Tanyptera) chrysophaea
Tanyptera (Tanyptera) chrysophaea is een tweevleugelige uit de familie langpootmuggen (Tipulidae). De soort komt voor in het Oriëntaals gebied.